# Alexandra Bär
Alexandra Bär (ur. 17 lutego 2002) – szwajcarska narciarka dowolna specjalizująca się w skokach akrobatycznych, olimpijka z Pekinu 2022, wicemistrzyni świata juniorów.

## Udział w zawodach międzynarodowych
| Impreza                     | Rok  | Gospodarz            | Konkurencja   | Miejsce |                      |      |       |               |     |
| --------------------------- | ---- | -------------------- | ------------- | ------- | -------------------- | ---- | ----- | ------------- | --- |
| Impreza                     | Rok  | Gospodarz            | Konkurencja   | Miejsce | Igrzyska olimpijskie | 2022 | Pekin | indywidualnie | 23. |
| drużynowo                   | 4.   |                      |               |         | Igrzyska olimpijskie | 2022 | Pekin |               |     |
| Mistrzostwa świata          | 2021 | Ałmaty               | indywidualnie | 13.     |                      |      |       |               |     |
| Mistrzostwa świata juniorów | 2017 | Chiesa in Valmalenco | indywidualnie | 9.      |                      |      |       |               |     |
| Mistrzostwa świata juniorów | 2018 | Raubiczy             | indywidualnie | 8.      |                      |      |       |               |     |
| Mistrzostwa świata juniorów | 2019 | Chiesa in Valmalenco | indywidualnie | 7.      |                      |      |       |               |     |
| Mistrzostwa świata juniorów | 2021 | Krasnojarsk          | indywidualnie | 02 !    |                      |      |       |               |     |
| Mistrzostwa świata juniorów | 2022 | Chiesa in Valmalenco | indywidualnie | 03 !    |                      |      |       |               |     |